# Edward Pepper
Edward Ernest „Ted“ Pepper (* 2. November 1879 in Birmingham; † 1960 in Enfield, London) war ein britischer Turner.

## Erfolge
Edward Pepper nahm 1912 an den Olympischen Spielen in Stockholm teil und gehörte bei diesen zur britischen Turnriege im Mannschaftsmehrkampf. Dabei traten insgesamt fünf Mannschaften an, die aus 16 bis 40 Turnern bestanden und während des einstündigen Wettkampfs gleichzeitig antreten mussten. Bewertet wurden neben der Ausführung der Übungen an den Geräten auch das Verlassen und der Wechsel der Geräte sowie der Einmarsch zu Beginn. Am Ende wurden anhand eines Durchschnittswerts der einzelnen Nationen die Abschlussplatzierungen ermittelt. Neben den Briten traten auch Turnriegen aus Italien, Ungarn, dem Deutschen Reich und Luxemburg an. Mit 53,15 Punkten setzten sich die Italiener gegen ihre Konkurrenten durch. Die Ungarn erzielten indes 45,45 Punkte und belegten damit vor den drittplatzierten Briten mit 36,90 Punkten den zweiten Platz. Pepper gewann somit zusammen mit Albert Betts, William Cowhig, Sidney Cross, Harry Dickason, Herbert Drury, Bernard Franklin, Leonard Hanson, Samuel Hodgetts, Charles Luck, William MacKune, Ronald McLean, Alfred Messenger, Henry Oberholzer, Edward Potts, Reginald Potts, George Ross, Charles Simmons, Arthur Southern, William Titt, Charles Vigurs, Samuel Walker und John Whitaker die Bronzemedaille.
Pepper begann 1896 mit dem Turnen beim St. Silas’s Club in Birmingham. 1909 schloss er die nationalen englischen Meisterschaften noch auf dem vierten Platz ab, ehe ihm im Jahr darauf der Gesamtsieg gelang. 1911 sicherte er sich mit dem Birmingham Athletics Institute den Titelgewinn beim Adams Shield, den britischen Mannschaftsmeisterschaften. Dies war bereits sein vierter Sieg bei den Mannschaftsmeisterschaften. Seinen ersten gewann er bereits 1906 mit dem Dolobran Club aus Birmingham. Nach seiner aktiven Karriere blieb Pepper beim Turnsport und wurde Wertungsrichter und Trainer.